# Живачів
Живачі́в — село  в Україні, у Олешанській сільській громаді Івано-Франківського району Івано-Франківської області.

## Історія
У селі виявлено кам’яні та бронзові знаряддя праці доби бронзи. Курганний могильник Живачів І в урочищі Могили. На полях Живачева знаходилася група курганів, частина з них розорана, у двох знайдено бронзові персні зі спірального дроту та давньоруські бронзові ковтки.
Згадується 8 вересня 1461 року в книгах галицького суду..
В 1649 році повсталі селяни розгромили маєток шляхтича Корчинського.
В 1832 році в селі Живачів було започатковано парафіальну школу, а з 1887 року — державну школу.
В липні 1915 року на території села проходили запеклі бої між російськими та австро-угорськими військами. Ще жорстокішими були вони у 1944 році.

## Населення

### Мова
Розподіл населення за рідною мовою за даними перепису 2001 року:
| Мова       | Кількість | Відсоток |
| ---------- | --------- | -------- |
| українська | 1083      | 99.82%   |
| російська  | 2         | 0.18%    |
| Усього     | 1085      | 100%     |

## Відомі люди
- Йосиф Теофіль Теодорович — архієпископ львівський Вірменської католицької церкви.
- Іван (Слезюк) — релігійний діяч, педагог, підпільний єпископ Станиславівської єпархії УГКЦ. Проголошений блаженним 27 червня 2001 року.
- Степан Амброжик - відомий громадський діяч, воєвода/староста Галицького князівства з престолом в Тлумачі під час окупації угорцями княжого Галича[джерело?]
- Петро Казимирчук — Заслужений працівник культури України. Родом (25.05.1944) з с. Живачів  Тлумацького району Івано-Франківської області. У 1969 р. закінчив Чернівецьке музучилище, працював художнім керівником Новоселицького районного будинку культури, з 1975 р. – директор музичної школи у с. Подвірне, у 1977 р. - директор  заслуженого Буковинського ансамблю пісні  танцю, з 1998 р. - диригент-хормейстер, згодом – директор Чернівецької філармонії. За його участі здійснювалися гастролі  ансамблю пісні та танцю та ВІА «Смерічка» республіками  СРСР, а також до Польщі, Америки, Румунії, Італії. Здійснював підготовку для концерту в Національному палаці «Україна», виступів ансамблю у зведених концертах у Києві до святкування Дня незалежності України…Нагороджений орденом «За заслуги» III ступеня. Помер 22.03.2012 р. (Юхим Гусар).
- Теодор Туревич (1837-1900) - громадський діяч, засновник та агент страхового товариства «Дністер», похований у рідному селі Живачеві.
- Слезюк Віталій Богданович (1988-2023) — учасник російсько-української війни, загинув на Запорізькому напрямку 12 липня 2023 [4].